# Список умерших в 699 году

## Февраль
- 3 февраля — Вербурга — англосаксонская принцесса, святая покровительница города Честер в графстве Чешир.

## Июль
- 16 июля — Виталиан из Капуи — святой епископ Капуи, легендарный основатель Монтеверджине.

## Дата смерти неизвестна или требует уточнения
- Клавдий Безансонский — архиепископ Безансонский (685—692), святой Католической церкви.
- Сексбурга — королева Кента, жена короля Эрконберта, позже аббатиса монастыря в Или, святая Католической церкви.